# Wave 40
De Wave 40 was een eenmalige hitlijst van Kink FM. Het is een top 40 met Kink FM's new wave top 40, samengesteld door kenners. De hitlijst werd 2 november 2007 tussen 4 en 7 uur 's middags in plaats van de Kink 40 uitgezonden. De lijst werd uitgezonden tijdens de Kink FM Wave Week.
Joy Division voerde met Love Will Tear Us Apart de lijst aan. Deze groep had ook de meeste noteringen in de lijst (drie noteringen). Bands en artiesten met twee noteringen waren Depeche Mode, The Cure, The Smiths, Siouxsie and the Banshees en Soft Cell.
De top 10 van de Wave 40:
1. Joy Division - Love Will Tear Us Apart
2. Anne Clark - Our Darkness
3. Depeche Mode - Just Can't Get Enough
4. Cabaret Voltaire - Nag Nag Nag
5. The Cure - A Forest
6. New Order - Blue Monday
7. Martha and the Muffins - Echo Beach
8. The Smiths - Bigmouth Strikes Again
9. Gary Numan & Tubeway Army - Are Friends Electric?
10.Devo - Whip It
De overige hits van de Wave 40:
11 Siouxsie & The Banshees - Dear Prudence

12 The Sound - Winning

13 Killing Joke - Love Like Blood

14 Joy Division - She´s Lost Control

15 Human League - Being Boiled

16 DAF - Der Mussolini

17 OMD – Enola Gay

18 Talking Heads - Once In A Lifetime

19 Soft Cell - Tainted Love

20 Trio - Da Da Da

21 Sigue Sigue Sputnik - Love Missile F1-11

22 Alphaville - Forever Young

23 Heaven 17 - Temptation

24 Freur - Doot Doot

25 PiL - This Is Not a Love Song
26 Siouxsie & The Banshees – Christine

27 Grauzone - Eisbär

28 Visage - Fade to grey

29 Bauhaus - Dark Entries

30 De Div - Sex Sex Sex

31 The B-52's - Rock Lobster

32 The Smiths - How Soon Is Now?

33 TC Matic - Oh La La La

34 The Sisters Of Mercy - This Corrosion

35 Fad Gadget - Collapsing New People

36 The The - Uncertain Smile

37 Depeche Mode - Blasphemous Rumours

38 Joy Division - Transmission

39 Soft Cell - Say Hello, Wave Goodbye

40 The Cure - Boys Don't Cry